# Тилла Дюрье

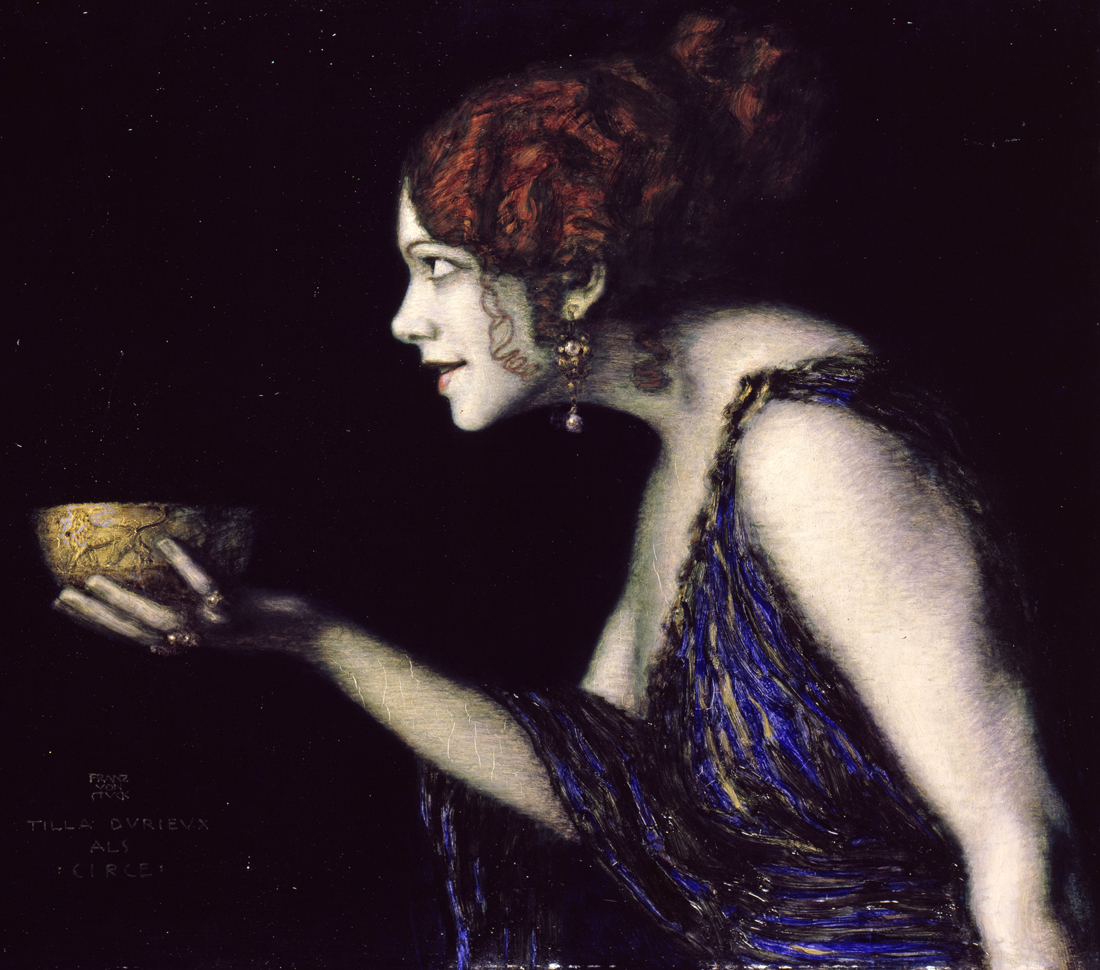
Франц фон Штук. Портрет Тиллы Дюрье в образе Цирцеи. 1913. Старая национальная галерея. Берлин

Тилла Дюрье (нем. Tilla Durieux, настоящее имя Отилия Годефруа (Ottilie Godeffroy); 18 августа 1880, Вена — 21 февраля 1971, Берлин) — австрийская актриса
, писательница, мемуаристка.

## Биография
Дочь австрийского химика гугенотского происхождения Рихарда Годефруа, Тилла Дюрье получила актёрское образование в Вене и в 1902 году дебютировала в Ольмюце, затем переехала в Бреслау, а в 1903-1911 годах работала в Немецком театре в Берлине. Здесь она сыграла роли леди Мильфорд в «Коварство и любовь» Фридриха Шиллера (1903), Кунигунды в «Кетхен из Гейльбронна» Генриха фон Клейста (1905), Родопы в «Гиг и его кольцо» (1907), заглавную роль в «Юдифи» (1909) и Иокасты в «Короле Эдипе» Фридриха Геббеля (1910).
В 1910—1911 годах принимала участие в литературных вечерах берлинского «Нового клуба», проходивших в «Неопатетическом кабаре», где собирались деятели искусства, давшие начало движению немецкого экспрессионизма.
В 1911—1914 годах Дюрье выступала на сцене берлинского Театра Лессинга, с 1915 года работала в Королевском драматическом театре, а с 1919 года — в Прусском государственном театре. Её прославили роли в пьесах Франка Ведекинда — графиня Верденфельс в «Маркизе фон Кейте» (1920) и заглавная роль в «Франциске» (1924—1925).
В 1927 году Дюрье участвовала в финансировании «Сцены Пискатора» и была занята в его постановках. В берлинские «золотые двадцатые» Тилла познакомилась с берлинскими знаменитостями, как, например, фотографом Фридой Рисс. В 1933 году после прихода к власти национал-социалистов Дюрье покинула Германию вслед за своим мужем-евреем и работала в венском Театре в Йозефштадте, а также в Праге, где сыграла в том числе роль шекспировской леди Макбет. Во время Второй мировой войны Дюрье находилась в Загребе. В 1952 году она вернулась в Германию и гастролировала в театрах Берлина, Гамбурга и Мюнстера.
В первом браке мужем Дюрье был художник Ойген Шпиро (Eugene Spiro, дядя Бальтюса), с которым она развелась в 1906 году. В 1910 году Дюрье вышла замуж за берлинского издателя и галериста Пауля Кассирера. После его смерти Тилла Дюрье вышла в третий раз замуж за генерального директора концерна «Schultheiß-Patzenhofer» Людвига Катценелленбогена.
Тилла Дюрье умерла от сепсиса после операции в связи с переломом шейки бедра в берлинской больнице Оскара и Хелены и была похоронена рядом со своим вторым мужем Паулем Кассирером на Лесном кладбище в Вестенде. Имя Тиллы Дюрье носит берлинский парк близ Потсдамской площади.

## Публикации
- Eine Tür fällt ins Schloß. Roman. Horen, Berlin-Grunewald 1928
- Eine Tür steht offen. Erinnerungen. Herbig, Berlin-Grunewald 1954
- Meine ersten neunzig Jahre. Erinnerungen. Herbig, München und Wien 1971

## Образ в искусстве
Портреты Тиллы Дюрье создали Огюст Ренуар, Макс Слефогт, Франц фон Штук, Эрнст Барлах, Юлия Вольфторн, Эмиль Орлик и другие.